# Şanlıurfa (circonscription électorale)
La circonscription électorale de Şanlıurfa correspond à la province du même nom et envoie 14 députés à la Grande assemblée nationale de Turquie (12 entre 2011 et 2018).

## Composition
La circonscription de Şanlıurfa est divisée en 13 districts (ilçe). Chaque district est composé d'un chef-lieu et de municipalités (communes et villages).

## Résultats électoraux

### Élections législatives de 2018
| Partis                   | Partis                                        | Voix      | %     | Sièges | +/-           | Élus |
| ------------------------ | --------------------------------------------- | --------- | ----- | ------ | ------------- | --- |
|                          | Parti de la justice et du développement (AKP) | 458 246   | 52,67 | 8      | 1             | Ahmet Eşref Fakıbaba, Mehmet Kasım Gülpınar, Halil Özcan, Zemzem Gülender Açanal, Mehmet Ali Cevheri, İbrahim Halil Yıldız, Halil Özşavli et Ahmet Akay |
|                          | Parti démocratique des peuples (HDP)          | 251 779   | 28,94 | 4      | 1             | Nimetullah Erdoğmuş, Ayşe Sürücü, Nusrettin Maçin et Ömer Öcalan                                                                                        |
|                          | Parti d'action nationaliste (MHP)             | 80 810    | 9,29  | 1      | 1             | İbrahim Özyavuz |
|                          | Parti républicain du peuple (CHP)             | 33 791    | 3,88  | 1      | 1             | Aziz Aydınlık |
|                          | Le Bon Parti (İYİ)                            | 16 174    | 1,86  | 0      | Nv.           | |
|                          | Parti de la cause libre (HÜDA PAR)            | 13 528    | 1,55  | 0      | en stagnation | |
|                          | Parti de la félicité (SP)                     | 11 218    | 1,29  | 0      | en stagnation | |
|                          | Parti patriote (VATAN)                        | 997       | 0,11  | 0      | en stagnation | |
|                          | Indépendants (Ind.)                           | 3 448     | 0,40  | 0      | en stagnation | |
|                          |                                               |           |       |        |               | |
| Total                    | Total                                         | 869 991   | 100   | 14     | 2             | - |
| Inscrits / participation | Inscrits / participation                      | 1 063 482 | 81,27 |        |               | |

### Élections législatives de 2023
| Partis                   | Partis                                        | Voix      | %     | Sièges | +/-           | Élus |
| ------------------------ | --------------------------------------------- | --------- | ----- | ------ | ------------- | --- |
|                          | Parti de la justice et du développement (AKP) | 429 999   | 43,47 | 8      | en stagnation | Bekir Bozdağ, Abdulkadir Emin Önen, Abdürrahim Dusak, Mehmet Ali Cevheri, Cevahir Asuman Yazmacı, İbrahim Eyyüpoğlu, Hikmet Başak et Mehmet Faruk Pınarbaşı |
|                          | Parti de la gauche verte (YSP)                | 245 500   | 24,82 | 4      | en stagnation | Mithat Sancar, Ömer Öcalan, Dilan Kunt Ayan et Ferit Şenyaşar                                                                                               |
|                          | Parti d'action nationaliste (MHP)             | 93 267    | 9,43  | 1      | en stagnation | İbrahim Özyavuz |
|                          | Parti républicain du peuple (CHP)             | 79 539    | 7,64  | 1      | en stagnation | Mahmut Tanal |
|                          | Le Bon Parti (İYİ)                            | 45 097    | 4,56  | 0      | en stagnation | |
|                          | Nouveau parti de la prospérité (YRP)          | 28 949    | 2,93  | 0      | Nv.           | |
|                          | Parti de la grande unité (BBP)                | 4 350     | 0,44  | 0      | en stagnation | |
|                          | Parti de la patrie (M)                        | 3 980     | 0,40  | 0      | Nv.           | |
|                          | Parti de gauche (SOL)                         | 3 376     | 0,34  | 0      | en stagnation | |
|                          | Parti de la justice et de l'unité (AB)        | 1 296     | 0,13  | 0      | Nv.           | |
|                          | Parti de la mère patrie (ANAP)                | 1 119     | 0,11  | 0      | en stagnation | |
|                          | Parti des travailleurs de Turquie (TIP)       | 950       | 0,10  | 0      | en stagnation | |
|                          | Parti des droits et libertés (HAK)            | 829       | 0,08  | 0      | en stagnation | |
|                          | Parti de la route nationale (MYP)             | 741       | 0,07  | 0      | Nv.           | |
|                          | Parti communiste de Turquie (TKP)             | 738       | 0,07  | 0      | en stagnation | |
|                          | Parti de la nation (MP)                       | 660       | 0,07  | 0      | en stagnation | |
|                          | Parti de l'union du pouvoir (GBP)             | 659       | 0,07  | 0      | Nv.           | |
|                          | Parti patriote (VATAN)                        | 545       | 0,06  | 0      | en stagnation | |
|                          | Parti de libération du peuple (HKP)           | 458       | 0,05  | 0      | en stagnation | |
|                          | Parti de la victoire (ZP)                     | 323       | 0,03  | 0      | Nv.           | |
|                          | Mouvement communiste (TKH)                    | 277       | 0,03  | 0      | Nv.           | |
|                          | Parti de la justice (AP)                      | 64        | 0,01  | 0      | Nv.           | |
|                          | Parti jeune (GP)                              | 36        | 0,00  | 0      | en stagnation | |
|                          | Parti de l'innovation (YP)                    | 3         | 0,00  | 0      | Nv.           | |
|                          | Indépendants (Ind.)                           | 51 399    | 5,20  | 0      | en stagnation | |
|                          |                                               |           |       |        |               | |
| Total                    | Total                                         | 989 154   | 100   | 14     | en stagnation | - |
| Inscrits / participation | Inscrits / participation                      | 1 221 634 | 81,82 |        |               | |